# Pavel Batitskij
Pavel Fjodorovitj Batitskij, ryska: Па́вел Фёдорович Бати́цкий, född 27 juni 1910 i Charkov, död 17 februari 1984 i Moskva, var en sovjetisk militär och marskalk av Sovjetunionen. Han var åren 1966–1978 överbefälhavare för de sovjetiska luftförsvarsstyrkorna. Batitskij verkställde avrättningen av den forne säkerhetschefen Lavrentij Berija den 23 december 1953; Batitskij sköt Berija med ett skott i pannan.